# Ентоні Уджа
Ентоні Уджа (англ. Anthony Ujah, нар. 14 жовтня 1990, Угбоколо) — нігерійський футболіст, нападник клубу «Ботев» (Пловдив).

## Клубна кар'єра
Народився 20 листопада 1990 року в місті Угбоколо. Вихованець футбольної школи клубу «Абуджа».
У дорослому футболі дебютував 2005 року виступами за команду клубу «Кано Пілларс», в якій провів два сезони, взявши участь у 35 матчах чемпіонату. У складі «Кано Пілларс» був одним з головних бомбардирів команди, маючи середню результативність на рівні 0,51 голу за гру першості.
2008 року гравець став гравцем «Варрі Вулвз», після чого 2010 року перейшов у норвезький «Ліллестрем», з яким підписав чотирирічний контракт. У клубі він швидко зарекомендував себе в стартовому складі та забив вже у другій грі проти «Тромсе» свій перший гол. Там він став найкращим бомбардиром та запорукою успіху команди в чемпіонаті. Всього за «Лілльстром» він зіграв 36 матчів та забив 27 голів. 2010 року він був третім бомбардиром чемпіонату. Незабаром він оформив і свій перший покер у кар'єрі. 
Своєю грою за останню команду привернув увагу представників тренерського штабу клубу «Майнц 05», до складу якого приєднався влітку 2011 року, підписавши чотирирічний контракт. 4 листопада 2011 року він дебютував у матчі зі «Штутгартом». Всього в тому сезоні за команду за клуб з Майнца він зіграв дванадцять матчів та забив два голи. 
Влітку 2012 року був відданий в оренду на сезон в «Кельн», який вилетів в Другу Бундеслігу. Відіграв за кельнський клуб 28 матчів в національному чемпіонаті.

## Виступи за збірні
Залучався до складу молодіжної збірної Нігерії. На молодіжному рівні зіграв у 1 офіційному матчі.
2013 року дебютував в офіційних матчах у складі національної збірної Нігерії. 
У складі збірної був учасником розіграшу Кубка конфедерацій 2013 року у Бразилії.
Наразі провів у формі головної команди країни 7 матчів.